# Małgorzata Górska
Małgorzata Górska (Trzcianne, ...) è un'attivista polacca, che ha giocato un ruolo importante nel movimento per la protezione della torbiera del fiume Rospuda nel nord-est della Polonia, una delle ultime terre selvagge d'Europa.

## Biografia
Małgorzata Górska lavora per la società polacca per la protezione degli uccelli. Dal 2002 ha iniziato una lotta per cambiare il percorso pianificato della Via Baltica (Strada Europea E67) e preservare la valle del fiume Rospuda. Nel 2010 ha vinto il Goldman Environmental Prize per i suoi successi in campo ambientale. È stata la seconda polacca nella storia, dopo Jadwiga Lopata nel 2002, a vincere questo importante riconoscimento internazionale. Insieme al marito gestiscono un'attività ecoturistica nella Valle di Biebrza.

## Contributo alla salvaguardia della torbiera del fiume Rospuda

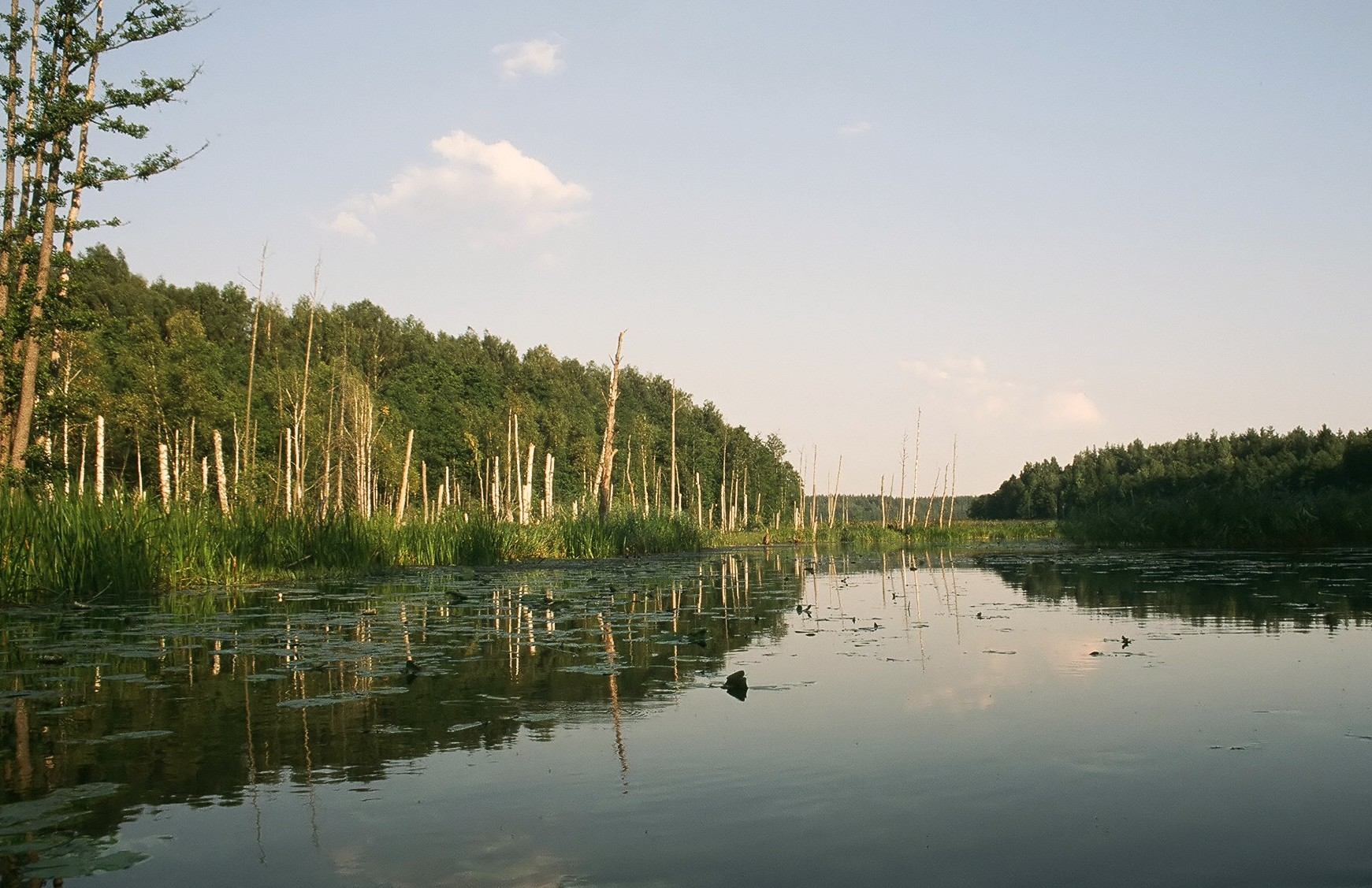
La torbiera del fiume Rospuda nel nord est della Polonia, è una delle ultime frontiere selvagge d'Europa. Il suo ambiente indisturbato è il perfetto habitat per le aquile in via di estinzione e altre specie di uccelli, lupi, alci, cinghiali, lontre, castori e orchidee.

Nel 2002 Małgorzata Górska iniziò la sua campagna di sensibilizzazione per sollecitare i politici polacchi a cambiare il percorso della Via Baltica. Ha coinvolto una coalizione di attivisti e organizzazioni, tra cui il WWF Polonia, Greenpeace, l'organizzazione dei Verdi polacca e l'associazione polacca per la protezione degli uccelli al fine di supportare le sue idee. Małgorzata Górska era molto attiva nei media, partecipando a numerosi dibattiti e rilasciando interviste. La sua attività ambientalista è stata sempre seguita da numerosi giornali e quotidiani polacchi.
Quando la Polonia è entrata nell'Unione europea nel 2004, la torbiera del fiume Rospuda è diventata un'area protetta grazie al programma Natura 2000. Tuttavia, tutti i suoi negoziati con il governo polacco ancora non hanno portato al risultato atteso. 
Per questo motivo Małgorzata Górska ha presentato le sue istanze preso le istituzioni europee. Nel 2007 la Commissione europea ha trasferito il caso alla Corte di giustizia dell'Unione europea. Infine, il Parlamento europeo ha preparato il report sul tema. Allo stesso tempo, i tribunali polacchi hanno annunciato che il percorso pianificato non è compatibile con la legge polacca.
Dopo otto anni di lotta, tutte le attività portarono al risultato atteso. Nel marzo 2009 il governo polacco dichiarò la modifica del percorso ed annunciò che la strada non avrebbe attraversato la valle Rospuda. Nonostante il raggiungimento del primo obiettivo, Małgorzata Górska non si è fermata nella sua battaglia. Intendeva cambiare altri percorsi stradali, in modo da non interessare le aree protette del Knyszyn Primeval Foresta, zona umida di Biebrza e la Foresta Augustów Primeval .

## Candidatura al Gold Environmental Prize e cerimonia di premiazione
L'organizzazione dei Verdi Polacca produsse la candidatura al Goldman Prize. L'azione di preservare la torbiera del fiume Rospuda portò alla nomina di Małgorzata Górska al Gold Prize. Prima di ricevere il premio, a San Francisco, ha partecipato a numerosi incontri, uno dei quali con il Presidente degli Stati Uniti Barack Obama.